# Forbidden (álbum)
Forbidden es el decimoctavo álbum de estudio de la banda británica de heavy metal Black Sabbath, lanzado el 20 de junio de 1995 a través de I.R.S. Records. Supuso el regreso del bajista Neil Murray y del batería Cozy Powell y es también el último con el vocalista Tony Martin y el teclista Geoff Nicholls. Ante la presión de la discográfica por modernizar su sonido, Ernie C fue el seleccionado para las labores de producción, mientras que Ice T, su compañero en el grupo Body Count, rapeó en una de las canciones.  
El disco fue un fracaso de crítica y la mayoría de reseñas recibidas lo catalogaron como el peor trabajo en la carrera del conjunto, además durante dieciocho años fue el último publicado por Black Sabbath hasta 13 (2013). En cuanto a las ventas, únicamente llegó al puesto 71 del UK Albums Chart y se convirtió en uno de sus pocos lanzamientos que no entró en el Billboard 200. Para promocionarlo, la banda realizó una gira mundial con Motörhead en la que Bobby Rondinelli reemplazó a Powell, y tras la cual, el guitarrista Tony Iommi volvió a reunir a la formación original.

## Trasfondo

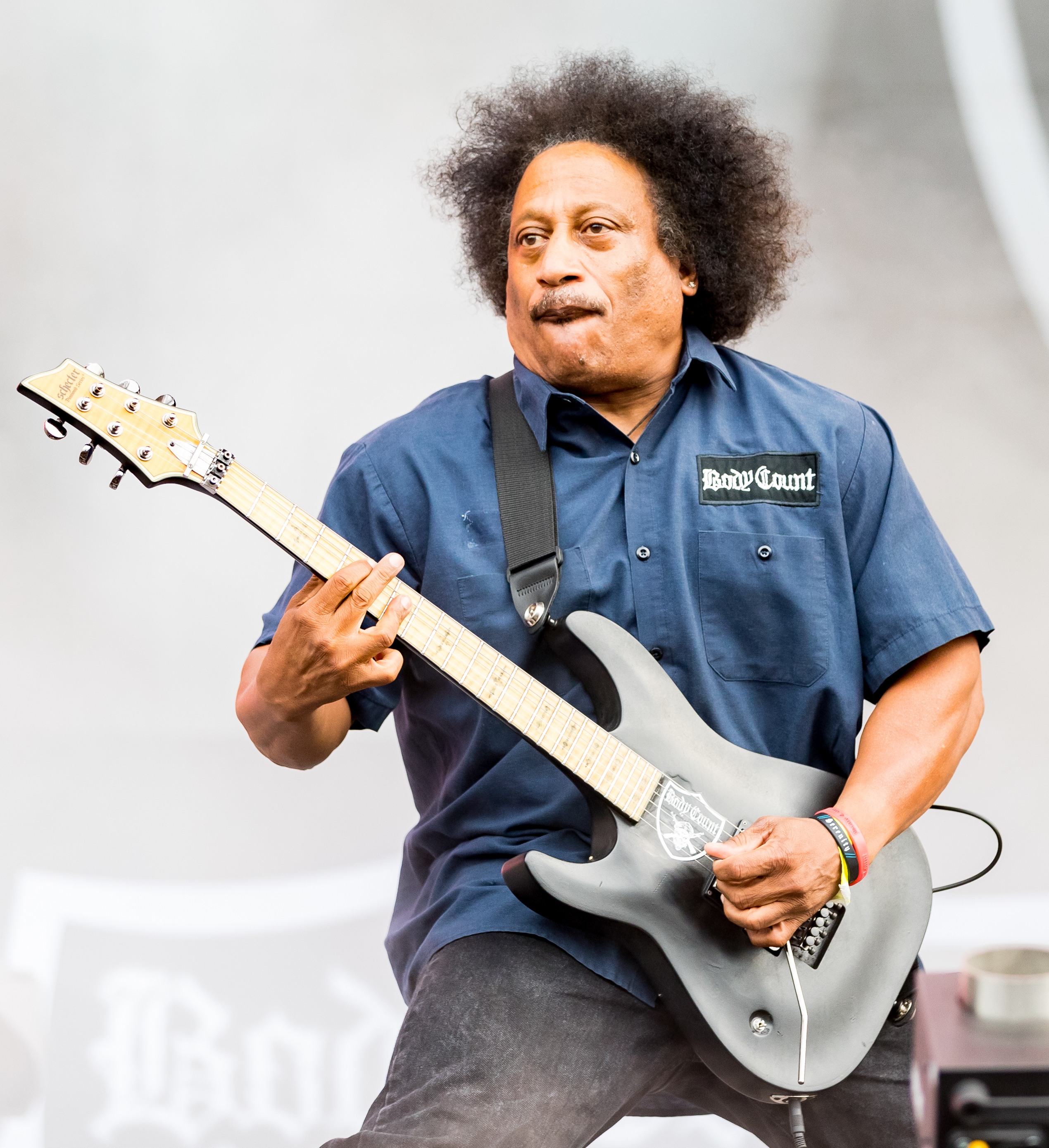
Ernie C fue el seleccionado para las labores de producción.

Tras la gira promocional de Cross Purposes en 1994, los miembros originales Geezer Butler (bajo) y Bill Ward (batería) abandonaron Black Sabbath. Después de su salida, el guitarrista y único integrante fundador que continuaba en la banda, Tony Iommi, decidió volver a contratar al bajista Neil Murray y al percusionista Cozy Powell, quienes junto al vocalista Tony Martin, el teclista Geoff Nicholls y el propio Iommi, completaron la formación que había grabado el álbum Tyr en 1990.
Durante la planificación de su nuevo disco de estudio, la gerencia de I.R.S. Records instó a Iommi a contratar a un productor más «moderno» y el propio mánager del guitarrista le sugirió trabajar con algún artista de rap como habían hecho Aerosmith con Run-D.M.C. y Anthrax con Public Enemy. Finalmente, el elegido para la producción fue Ernie C, guitarrista del conjunto Body Count, el cual fusionaba heavy metal con rap y del que también formaba parte el cantante Ice T, que acabaría participando en Forbidden. Sin embargo, la contratación de Ernie C provocó confusión entre los demás miembros de Black Sabbath, que apuntaron que era una idea ridícula y en palabras de Martin: «No me gustó la idea de aventurarme en el rap y no sabía si finalmente iba a estar en el disco hasta que estuve en el estudio, así que fue un álbum muy incierto y poco inspirador para mí».
Por aquel entonces, el seno creativo de la agrupación había cambiado. Entre 1988 y 1990, Iommi y Powell eran las figuras principales y habían coproducido los trabajos de estudio, pero tras su retorno el batería era «solo un músico contratado» y todas las decisiones las tomó el guitarrista. Powell había preferido continuar en la misma línea de Headless Cross y Tyr, pero Iommi pensó que ese estilo ya estaba pasado de moda y la banda necesitaba una renovación.

## Composición y grabación

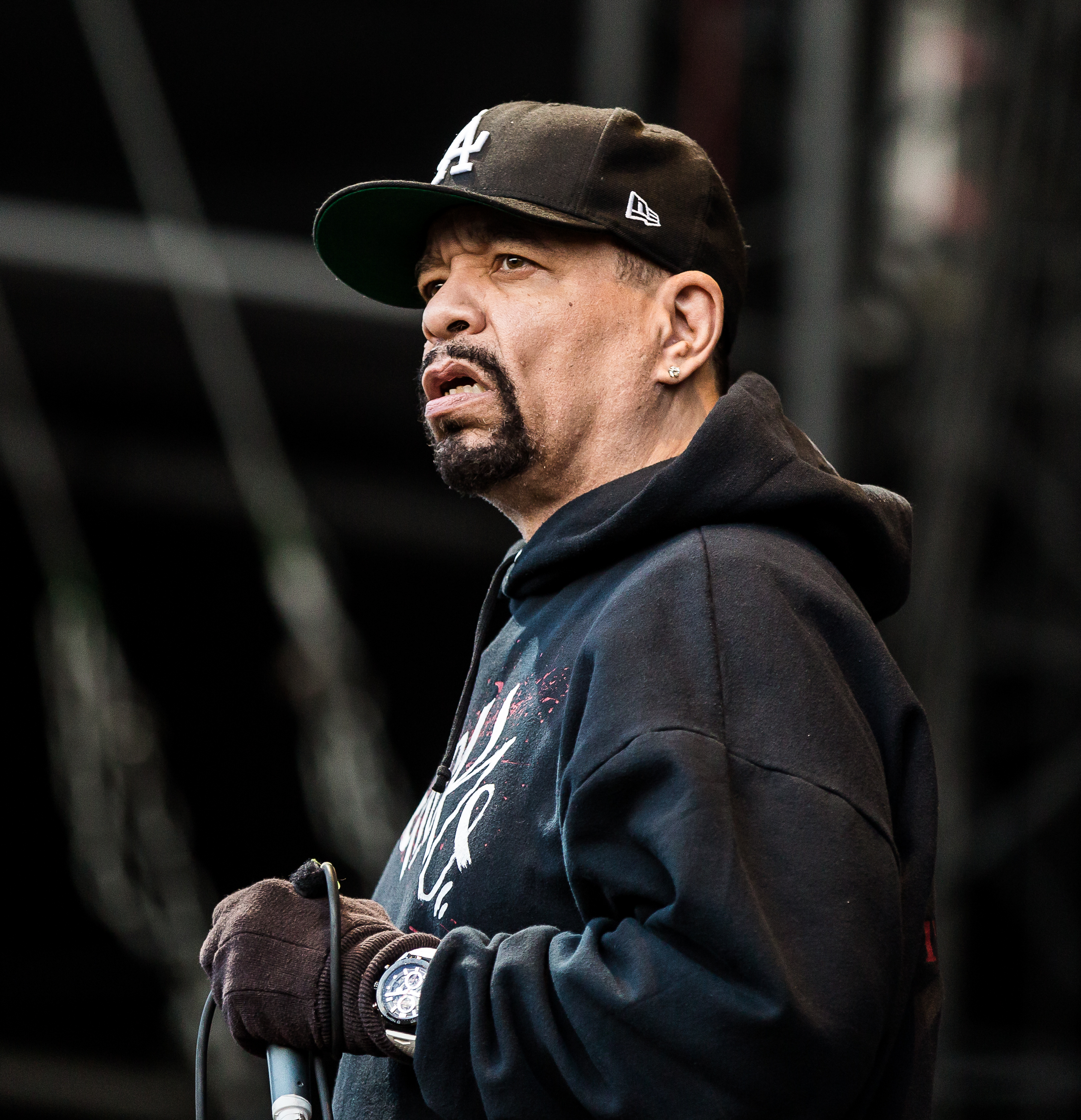
Ice T fue el vocalista invitado en «The Illusion of Power».

La grabación tuvo lugar en diciembre de 1994 en los estudios Parr Street de Liverpool en un plazo de diez días y posteriormente la banda viajó a Los Ángeles para realizar la mezcla y algunas grabaciones adicionales en los estudios Devonshire. Durante este proceso, Cozy Powell tuvo que adaptarse a las demandas del productor y según Tony Iommi: «La primera cosa que Ernie hizo fue pedir a Cozy que tocara el bombo con un ritmo ta-ta-ta-ta [...] Cozy era un batería respetado y ahí había alguien que llegaba y le decía: “Toca esto”». El guitarrista remarcó que las decisiones de Ernie C ofendieron a Powell, quien no quería tocar de esa forma y que eso provocó malas vibraciones. Iommi, que había participado en la producción y la mezcla de los álbumes de Black Sabbath desde sus años con Rodger Bain, no contribuyó con estas labores en Forbidden y posteriormente criticó el trabajo del productor: «El sonido no era muy bueno y no estaba feliz con ese disco. Ninguno de nosotros lo estaba». Sin embargo, Ernie C señaló que el guitarrista estaba abierto a intentar cosas diferentes y que estuvo de acuerdo en que Ice T interpretara un rap en una de las canciones. Este último recordó un comentario de su compañero: «Black Sabbath no hace duetos, no tienen a otras personas en sus cosas» y por ese motivo no pudo cantar con ellos y grabó su voz en otro estudio. Neil Murray destacó que «Ernie C realmente no propuso ninguna idea interesante o viable en lo que respecta a la producción. Se nos escapó de las manos. Sé que Tony rehízo muchas cosas y fue a varios estudios en Los Ángeles y Londres, y probablemente tuvo más oportunidades de cambiar las cosas un poco a cómo las quería».
«The Illusion of Power», en el cual participó el mencionado Ice T, es el primer tema del disco y comienza con una introducción atmosférica antes de ralentizarse cuando emerge el riff principal. «Get a Grip», para el cual la discográfica grabó un vídeo musical animado, es en palabras del ensayista Chris Wade: «Mejor [que «The Illusion of Power»], pero aun así es completamente olvidable, salvo por un agradable solo de Iommi». «Can't Get Close Enough» empieza con una melodía disonante entre Iommi y Neil Murray, aunque según Wade, la melodía de Martin no se ajusta completamente al riff. De acuerdo, con el escritor Steve Pilkington, «Shaking Off the Chains» trata en su letra sobre «un personaje sin identificar al final de su vida o bien que está relatando su adicción». Por su parte, las canciones más lentas y melódicas son la balada «I Won't Cry for You», la orientada hacia el blues «Sick and Tired» y la pista final «Kiss of Death». «Rusty Angels», dirigida hacia el pop metal, es un relato sobre un cementerio de aviones de combate, mientras que «Forbidden», el tema que da título al álbum, está impulsada por un poderoso y pesado riff de Iommi y el prominente teclado de Geoff Nicholls.

## Diseño artístico
La portada muestra un dibujo de una figura esquelética con capa y armada con una guadaña, mientras que la contraportada es una continuación en la que aparecen los miembros de la banda, Ice T, Ernie C, el director de I.R.S. Records Miles Copeland y la esposa de Iommi, Valery, entre otros. Su realizador fue Paul Sample, un artista británico popular por haber creado el personaje animado Ogri. Tony Iommi escribió en su autobiografía que «pensaba que [Forbidden] era una basura, incluso la portada con dibujos animados, así que no me sorprendió que no tuviera buenas ventas». Jon Hadusek, redactor del sitio web Consequence of Sound, la calificó como «poco profesional» y manifestó que «debería haber sido rechazada».

## Recepción

### Comercial
Forbidden salió a la venta en junio de 1995 a través de I.R.S. Records y alcanzó el puesto 71 del UK Albums Chart, el peor en la carrera de Black Sabbath y solo se mantuvo en la lista durante una semana. Por su parte, en los Estados Unidos vendió únicamente 21 000 copias en su primera semana,
 lo que le impidió, al igual que Tyr, posicionarse en el Billboard 200. El disco alcanzó mejores posiciones en países del centro de Europa y alcanzó el top 50 en Suiza, Alemania y Austria, aunque el país donde mejor recibimiento tuvo fue Suecia, donde llegó al número diecinueve.

### Crítica
Tras su lanzamiento Forbidden recibió principalmente reseñas negativas y muchos lo calificaron como «el peor trabajo de Black Sabbath». Bradley Torreano de Allmusic escribió que «es difícil identificar su peor álbum, pero podría ser este. Con canciones aburridas, una producción horrible e interpretaciones sin inspiración, esto es fácilmente evitable para todos menos para los aficionados más entusiastas». Ben Mitchell de Blender apuntó que «Ernie C se encarga de la producción del peor disco de la banda, reteniendo a Ice T para que ayude con la risible “The Illusion of Power”. Todo el trabajo es una vergüenza». Don Lawson del sitio web Louder destacó que «invitar a Ice T a murmurar sobre el puente de “The Illusion of Power” fue una tontería de proporciones épicas. Ernie C estaba produciendo el álbum, pero se trata de Black Sabbath, no de Linkin Park. Ni siquiera un par de buenos riffs pueden salvar este fiasco». Joe Divita de Loudwire lo catalogó como el peor lanzamiento del conjunto y valoró que «esta obra desorientada destacada fácilmente por la primera canción, “The Illusion of Power”. La labor de Tony Martin sigue una línea similar a la poesía que es empeorada cuando Ice T entra en escena». Jon Hadusek de Consequence of Sound también lo consideró como el trabajo de menor calidad de la carrera la agrupación y destacó que «es una atrocidad a medias. Las canciones parece que hubieran sido concebidas en el momento, durante sesiones improvisadas». Por su parte, Michael Hann del periódico The Guardian lo emplazó como su antepenúltimo peor disco y comparó la aparición del rapero con «un ejecutivo de mediana edad que se compra una Harley-Davidson».

## Gira y disolución

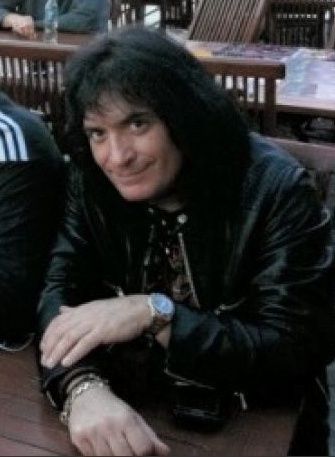
Bobby Rondinelli ocupó el puesto de batería tras la salida de Powell.

A pesar del pésimo rendimiento comercial, la banda realizó una extensa gira mundial para promocionar el álbum que recorrió Norteamérica, Europa, Asia y Oceanía con Motörhead como acto de apertura. Tras el tramo norteamericano, Cozy Powell abandonó la formación debido a una sobrecarga de trabajo, pues había tenido otros proyectos aparte de Black Sabbath, además estaba decepcionado con Forbidden y con el hecho de que en esa ocasión, en palabras de Tony Iommi, «ya no era el co-capitán del barco». El elegido para reemplazarle fue Bobby Rondinelli, que había grabado la batería en Cross Purposes y que ya había sustituido a Powell en Rainbow en 1980. La gira continuó por los restantes continentes hasta su finalización en diciembre de 1995 con un concierto en Bangkok.
Después de terminar la gira y de la publicación del álbum recopilatorio The Sabbath Stones, la relación del grupo con I.R.S. Records llegó a su final, por lo que Iommi comenzó a trabajar en su proyecto en solitario con la colaboración del vocalista Glenn Hughes. El guitarrista pudo terminar la grabación de un nuevo álbum, pero debido a su reunión con la formación original de Black Sabbath —Ozzy Osbourne, Geezer Butler y Bill Ward— su lanzamiento quedó suspendido. El teclista Geoff Nicholls siguió ligado al grupo hasta 2004, mientras que Powell falleció en abril de 1998 debido a un accidente automovilístico. Por su parte, el vocalista Tony Martin perdió el contacto con Iommi y no volverían a verse hasta varios años más tarde. Tras la separación definitiva de la banda en 2017, el guitarrista comunicó su intención de reeditar los álbumes de la etapa de Martin, aunque tras el relanzamiento de los de la época de Ronnie James Dio.

## Reedición
En 2024, BMG reeditó una caja recopilatoria con cuatro de los álbumes grabados por Tony Martin, incluido Forbidden. A diferencia de los otros tres, este trabajo fue remezclado bajo la supervisión del propio Iommi quien comentó que «nunca estuve contento con el sonido de la guitarra y Cozy tampoco estuvo contento con el sonido de la batería [...] tenía la oportunidad de resaltar algunos de los sonidos y hacerlo más parecido a lo que la gente esperaría de Sabbath» y añadió que «encontré algunas partes de guitarra que Ernie no había usado. Dentro de las limitaciones obvias, logré que las cosas sonaran muchísimo mejor».

## Lista de canciones
Toda la música compuesta por Black Sabbath. Todas las letras escritas por Tony Martin, excepto «The Illusion of Power», escrita por Martin y Ice T.

| N.º | Título                   | Duración |  |
| 1.  | «The Illusion of Power»  | 4:51     |  |
| 2.  | «Get a Grip»             | 3:58     |  |
| 3.  | «Can't Get Close Enough» | 4:27     |  |
| 4.  | «Shaking Off the Chains» | 4:02     |  |
| 5.  | «I Won't Cry for You»    | 4:47     |  |
| 6.  | «Guilty as Hell»         | 3:27     |  |
| 7.  | «Sick and Tired»         | 3:29     |  |
| 8.  | «Rusty Angels»           | 5:00     |  |
| 9.  | «Forbidden»              | 3:47     |  |
| 10. | «Kiss of Death»          | 6:06     |  |

Pista adicional de la edición japonesa
| N.º | Título              | Duración |  |
| 11. | «Loser Gets It All» | 2:55     |  |

Fuentes: Allmusic y Black Sabbath FAQ: All That's Left to Know on the First Name in Metal.

## Créditos
| - Tony Martin - voz - Tony Iommi - guitarra - Neil Murray - bajo - Cozy Powell - batería - Geoff Nicholls - teclado - Ice T - voz en «The Illusion of Power» | - Ernie C - producción, ingeniería, mezcla - Bobby Brooks - ingeniería, mezcla - Andrea Wright, Phill Luff - asistentes de ingeniería - Geoff Pesche - masterización - Paul Sample - portada |

Fuente: Discogs.

## Posición en las listas
| País         | Lista               | Mejor posición | Ref.   |
| ------------ | ------------------- | -------------- | ------ |
| Alemania     | German Albums Chart | 35             | [ 18 ] |
| Austria      | Alben Top 75        | 40             | [ 18 ] |
| Países Bajos | Album Top 100       | 86             | [ 38 ] |
| Reino Unido  | UK Albums Chart     | 71             | [ 14 ] |
| Suecia       | Sverigetopplistan   | 19             | [ 19 ] |
| Suiza        | Schweizer Hitparade | 48             | [ 17 ] |